# Copa Asiática 2000
La XII Copa Asiática de fútbol se realizó entre el 12 de octubre y el 29 de octubre de 2000 en el Líbano. El torneo fue organizado por la Confederación Asiática de Fútbol.
El ganador fue Japón, que venció 1-0 al campeón defensor, Arabia Saudita.

## Equipos participantes
En cursiva, los equipos debutantes.
| Equipos participantes | Equipos participantes | Equipos participantes | Equipos participantes |
| --------------------- | --------------------- | --------------------- | --------------------- |
| Arabia Saudita        | Corea del Sur         | Irán                  | Líbano                |
| Catar                 | Indonesia             | Japón                 | Tailandia             |
| China                 | Irak                  | Kuwait                | Uzbekistán            |

## Sedes
| Beirut Sidón Trípoli | Beirut              | Sidón                       | Trípoli                       |
| Beirut Sidón Trípoli | Sports City Stadium | Saida International Stadium | International Olympic Stadium |
| Beirut Sidón Trípoli | Capacidad: 49,000   | Capacidad: 22,600           | Capacidad: 22,400             |
| Beirut Sidón Trípoli |                     |                             |                               |

## Resultados

### Primera fase

#### Grupo A
| Pos. | Equipo     | Pts. | PJ | G | E | P | GF | GC | Dif. | Clasificación |
| ---- | ---------- | ---- | -- | - | - | - | -- | -- | ---- | ------------- |
| 1    | Irán       | 7    | 3  | 2 | 1 | 0 | 6  | 1  | +5   | Segunda fase  |
| 2    | Irak       | 4    | 3  | 1 | 1 | 1 | 4  | 3  | +1   | Segunda fase  |
| 3    | Tailandia  | 2    | 3  | 0 | 2 | 1 | 2  | 4  | −2   |               |
| 4    | Líbano (H) | 2    | 3  | 0 | 2 | 1 | 3  | 7  | −4   |               |

 Fuente: RSSSF
| 12 de octubre de 2000 | Irak                                   | 2:0 (1:0) | Tailandia | Saida International Stadium, Sidón                               |                                                                  |
|                       | Qahtan Chatir 27' · Haidar Mahmoud 60' |           |           | Asistencia: 2.500 espectadores Árbitro(s): Toru Kamikawa (Japón) | Asistencia: 2.500 espectadores Árbitro(s): Toru Kamikawa (Japón) |

| 12 de octubre de 2000 | Líbano | 0:4 (0:1) | Irán                                       | Camille Chamoun Sports City Stadium, Beirut                |                                                            |
|                       |        |           | Bagheri 19' · Estili 75', 87' · Daei 90+1' | Asistencia: 10.000 espectadores Árbitro(s): Lu Jun (China) | Asistencia: 10.000 espectadores Árbitro(s): Lu Jun (China) |

| 15 de octubre de 2000 | Irán     | 1:1 (0:1) | Tailandia      | Camille Chamoun Sports City Stadium, Beirut                               |                                                                           |
|                       | Daei 73' |           | Pituratana 12' | Asistencia: 10.000 espectadores Árbitro(s): Saad Kamil Al-Fadhli (Kuwait) | Asistencia: 10.000 espectadores Árbitro(s): Saad Kamil Al-Fadhli (Kuwait) |

| 15 de octubre de 2000 | Líbano                    | 2:2 (1:2) | Irak                | Camille Chamoun Sports City Stadium, Beirut                               |                                                                           |
|                       | Chahrour 24' · Hojeij 76' |           | Sabah Jaeer 5', 22' | Asistencia: 30.000 espectadores Árbitro(s): Kim Joung-Joo (Corea del Sur) | Asistencia: 30.000 espectadores Árbitro(s): Kim Joung-Joo (Corea del Sur) |

| 18 de octubre de 2000 | Irán     | 1:0 (0:0) | Irak | Saida International Stadium, Sidón                                           |                                                                              |
|                       | Daei 77' |           |      | Asistencia: 8.582 espectadores Árbitro(s): Omer Al-Mehannah (Arabia Saudita) | Asistencia: 8.582 espectadores Árbitro(s): Omer Al-Mehannah (Arabia Saudita) |

| 18 de octubre de 2000 | Líbano        | 1:1 (0:0) | Tailandia      | Camille Chamoun Sports City Stadium, Beirut                |                                                            |
|                       | Fernándes 83' |           | Pituratana 58' | Asistencia: 45.000 espectadores Árbitro(s): Lu Jun (China) | Asistencia: 45.000 espectadores Árbitro(s): Lu Jun (China) |

#### Grupo B
| Pos. | Equipo        | Pts. | PJ | G | E | P | GF | GC | Dif. | Clasificación |
| ---- | ------------- | ---- | -- | - | - | - | -- | -- | ---- | ------------- |
| 1    | China         | 5    | 3  | 1 | 2 | 0 | 6  | 2  | +4   | Segunda fase  |
| 2    | Kuwait        | 5    | 3  | 1 | 2 | 0 | 1  | 0  | +1   | Segunda fase  |
| 3    | Corea del Sur | 4    | 3  | 1 | 1 | 1 | 5  | 3  | +2   | Segunda fase  |
| 4    | Indonesia     | 1    | 3  | 0 | 1 | 2 | 0  | 7  | −7   |               |

 Fuente: RSSSF
| 13 de octubre de 2000 | Corea del Sur                         | 2:2 (1:1) | China                                 | International Olympic Stadium, Trípoli                                       |                                                                              |
|                       | Lee Young-Pyo 30' · Noh Jung-Yoon 58' |           | Su Maozhen 36' · Fan Zhiyi 66' (pen.) | Asistencia: 1.000 espectadores Árbitro(s): Omer Al-Mehannah (Arabia Saudita) | Asistencia: 1.000 espectadores Árbitro(s): Omer Al-Mehannah (Arabia Saudita) |

| 13 de octubre de 2000 | Kuwait | 0:0 (0:0) | Indonesia | International Olympic Stadium, Trípoli                            |  |
|                       |        |           |           | Asistencia: 2.000 espectadores Árbitro(s): Tajaddin Fares (Siria) |  |

| 16 de octubre de 2000 | China                                                        | 4:0 (3:0) | Indonesia | International Olympic Stadium, Trípoli                         |                                                                |
|                       | Li Ming 2' · Shen Si 7' (pen.) · Yang Chen 10' · Qi Hong 90' |           |           | Asistencia: 2.000 espectadores Árbitro(s): Nabil Ayad (Líbano) | Asistencia: 2.000 espectadores Árbitro(s): Nabil Ayad (Líbano) |

| 16 de octubre de 2000 | Corea del Sur | 0:1 (0:1) | Kuwait                 | International Olympic Stadium, Trípoli                                 |                                                                        |
|                       |               |           | Jassem Al-Houwaidi 43' | Asistencia: 5.000 espectadores Árbitro(s): Brian Hall (Estados Unidos) | Asistencia: 5.000 espectadores Árbitro(s): Brian Hall (Estados Unidos) |

| 19 de octubre de 2000 | China | 0:0 (0:0) | Kuwait | International Olympic Stadium, Trípoli                               |  |
|                       |       |           |        | Asistencia: 5.000 espectadores Árbitro(s): Shamsul Maidin (Singapur) |  |

| 19 de octubre de 2000 | Corea del Sur                 | 3:0 (1:0) | Indonesia | Sports City Stadium, Beirut                                    |                                                                |
|                       | Lee Dong-Gook 30', 76', 90+1' |           |           | Asistencia: 500 espectadores Árbitro(s): Toru Kamikawa (Japón) | Asistencia: 500 espectadores Árbitro(s): Toru Kamikawa (Japón) |

#### Grupo C
| Pos. | Equipo         | Pts. | PJ | G | E | P | GF | GC | Dif. | Clasificación |
| ---- | -------------- | ---- | -- | - | - | - | -- | -- | ---- | ------------- |
| 1    | Japón          | 7    | 3  | 2 | 1 | 0 | 13 | 3  | +10  | Segunda fase  |
| 2    | Arabia Saudita | 4    | 3  | 1 | 1 | 1 | 6  | 4  | +2   | Segunda fase  |
| 3    | Qatar          | 3    | 3  | 0 | 3 | 0 | 2  | 2  | 0    | Segunda fase  |
| 4    | Uzbekistán     | 1    | 3  | 0 | 1 | 2 | 2  | 14 | −12  |               |

 Fuente: RSSSF
| 14 de octubre de 2000 | Arabia Saudita     | 1:4 (0:2) | Japón                                                | Saida International Stadium, Sidón                           |                                                              |
|                       | Morioka 90' (a.g.) |           | Yanagisawa 22' · Takahara 37' · Nanami 53' · Ono 88' | Asistencia: 5.000 espectadores Árbitro(s): Ali Bujsaim (EAU) | Asistencia: 5.000 espectadores Árbitro(s): Ali Bujsaim (EAU) |

| 14 de octubre de 2000 | Catar      | 1:1 (0:0) | Uzbekistán  | Saida International Stadium, Sidón                                       |                                                                          |
|                       | Gholam 61' |           | Kasimov 73' | Asistencia: 5.000 espectadores Árbitro(s): Mohd Nazri Abdullah (Malasia) | Asistencia: 5.000 espectadores Árbitro(s): Mohd Nazri Abdullah (Malasia) |

| 17 de octubre de 2000 | Japón                                                                          | 8:1 (5:1) | Uzbekistán | Saida International Stadium, Sidón                                   |                                                                      |
|                       | Morishima 7' · Nishizawa 14', 25', 49' · Takahara 18', 20', 57' · Kitajima 79' |           | Lushan 29' | Asistencia: 2.000 espectadores Árbitro(s): Shamsul Maidin (Singapur) | Asistencia: 2.000 espectadores Árbitro(s): Shamsul Maidin (Singapur) |

| 17 de octubre de 2000 | Arabia Saudita | 0:0 | Catar | Saida International Stadium, Sidón                                |  |
|                       |                |     |       | Asistencia: 5.000 espectadores Árbitro(s): Tajaddin Fares (Siria) |  |

| 20 de octubre de 2000 | Arabia Saudita                                            | 5:0 (2:0) | Uzbekistán | Saida International Stadium, Sidón                                       |                                                                          |
|                       | Al-Otaibi 18' · Al-Shalhoub 35', 78', 86' · Al-Tamyat 88' |           |            | Asistencia: 2.000 espectadores Árbitro(s): Kim Young-Joo (Corea del Sur) | Asistencia: 2.000 espectadores Árbitro(s): Kim Young-Joo (Corea del Sur) |

| 20 de octubre de 2000 | Japón         | 1:1 (0:1) | Catar          | Camille Chamoun Sports City Stadium, Beirut                    |                                                                |
|                       | Nishizawa 61' |           | Al-Obaidly 22' | Asistencia: 2.000 espectadores Árbitro(s): Nabil Ayad (Líbano) | Asistencia: 2.000 espectadores Árbitro(s): Nabil Ayad (Líbano) |

#### Mejores terceros
Al término de la primera fase, se realizó una comparación entre los tres equipos que resultaron terceros en sus grupos, clasificando a cuartos de final los dos mejores.
| Pos. | Equipo        | Pts. | PJ | G | E | P | GF | GC | Dif. | Clasificación |
| ---- | ------------- | ---- | -- | - | - | - | -- | -- | ---- | ------------- |
| 1    | Corea del Sur | 4    | 3  | 1 | 1 | 1 | 5  | 3  | +2   | Segunda fase  |
| 2    | Qatar         | 3    | 3  | 0 | 3 | 0 | 2  | 2  | 0    | Segunda fase  |
| 3    | Tailandia     | 2    | 3  | 0 | 2 | 1 | 2  | 4  | −2   |               |

 Fuente: RSSSF

### Segunda fase
|  | Cuartos de final       | Cuartos de final      |                       |       | Semifinales   | Semifinales  |  |  | Final                 | Final |
|  |                        |                       |                       |       |               |              |  |  |                       |       |
|  | Trípoli, 23 de octubre |                       |                       |       |               |              |  |  |                       |       |
|  |                        |                       |                       |       |               |              |  |  |                       |       |
|  | Irán                   | 1                     |                       |       |               |              |  |  |                       |       |
|  | Irán                   | 1                     | Beirut, 26 de octubre |       |               |              |  |  |                       |       |
|  | Corea del Sur (pró.)   | 2                     |                       |       |               |              |  |  |                       |       |
|  | Corea del Sur (pró.)   | 2                     | Corea del Sur         | 1     |               |              |  |  |                       |       |
|  | Beirut, 24 de octubre  |                       | Corea del Sur         | 1     |               |              |  |  |                       |       |
|  |                        | Arabia Saudita        | 2                     |       |               |              |  |  |                       |       |
|  | Kuwait                 | Arabia Saudita        | 2                     | 2     |               |              |  |  |                       |       |
|  | Kuwait                 |                       | Beirut, 29 de octubre | 2     |               |              |  |  |                       |       |
|  | Arabia Saudita (pró.)  | 3                     |                       |       |               |              |  |  |                       |       |
|  | Arabia Saudita (pró.)  | 3                     | Japón                 | 1     |               |              |  |  |                       |       |
|  | Sidón, 23 de octubre   |                       | Japón                 | 1     |               |              |  |  |                       |       |
|  |                        | Arabia Saudita        | 0                     |       |               |              |  |  |                       |       |
|  | China                  | Arabia Saudita        | 0                     | 3     |               |              |  |  |                       |       |
|  | China                  | Beirut, 26 de octubre |                       | 3     |               |              |  |  |                       |       |
|  | Catar                  | 1                     |                       |       |               |              |  |  |                       |       |
|  | Catar                  | 1                     | China                 | 2     | Tercer lugar  | Tercer lugar |  |  |                       |       |
|  | Beirut, 24 de octubre  |                       | China                 | 2     |               |              |  |  |                       |       |
|  |                        | Japón                 | 3                     |       |               |              |  |  |                       |       |
|  | Japón                  | Japón                 | 3                     | 4     | Corea del Sur | 1            |  |  |                       |       |
|  | Japón                  |                       |                       | 4     | Corea del Sur | 1            |  |  |                       |       |
|  | Irak                   | 1                     |                       | China | 0             |              |  |  |                       |       |
|  | Irak                   | 1                     |                       |       | 0             |              |  |  |                       |       |
|  |                        |                       |                       |       |               |              |  |  | Beirut, 29 de octubre |       |
|  |                        |                       |                       |       |               |              |  |  |                       |       |

#### Cuartos de final
| 23 de octubre de 2000 | Irán        | 1:2 (0:0, 1:1) (t. s.) | Corea del Sur                        | International Olympic Stadium, Trípoli                                          |                                                                                 |
|                       | Bagheri 71' |                        | Kim Sang-Sik 90' · Lee Dong-Gook 99' | Asistencia: 5.000 espectadores Árbitro(s): Ali Bujsaim (Emiratos Árabes Unidos) | Asistencia: 5.000 espectadores Árbitro(s): Ali Bujsaim (Emiratos Árabes Unidos) |

| 24 de octubre de 2000 | Kuwait                                | 2:3 (0:1, 2:2) (t. s.) | Arabia Saudita                        | Camille Chamoun Sports City Stadium, Beirut                            |                                                                        |
|                       | Bashar Abdullah 62' · Al-Houwaidi 68' |                        | Al-Temyat 45+1', 109' · Al-Mashal 72' | Asistencia: 5.000 espectadores Árbitro(s): Brian Hall (Estados Unidos) | Asistencia: 5.000 espectadores Árbitro(s): Brian Hall (Estados Unidos) |

| 23 de octubre de 2000 | China                                    | 3:1 (2:0) | Catar        | Saida International Stadium, Sidón                                   |                                                                      |
|                       | Li Ming 9' · Qi Hong 38' · Yang Chen 54' |           | Al-Enazi 65' | Asistencia: 3.000 espectadores Árbitro(s): Shamsul Maidin (Singapur) | Asistencia: 3.000 espectadores Árbitro(s): Shamsul Maidin (Singapur) |

| 24 de octubre de 2000 | Japón                                      | 4:1 (3:1) | Irak           | Camille Chamoun Sports City Stadium, Beirut                       |                                                                   |
|                       | Nanami 8', 29' · Takahara 11' · Myojin 62' |           | Abbas Obeid 4' | Asistencia: 2.000 espectadores Árbitro(s): Tajaddin Fares (Siria) | Asistencia: 2.000 espectadores Árbitro(s): Tajaddin Fares (Siria) |

#### Semifinales
| 26 de octubre de 2000 | Corea del Sur       | 1:2 (0:0) | Arabia Saudita     | Camille Chamoun Sports City Stadium, Beirut                              |                                                                          |
|                       | Lee Dong-Gook 90+1' |           | Al-Meshal 76', 80' | Asistencia: 7.000 espectadores Árbitro(s): Saad Kamil Al-Fadhli (Kuwait) | Asistencia: 7.000 espectadores Árbitro(s): Saad Kamil Al-Fadhli (Kuwait) |

| 26 de octubre de 2000 | China                       | 2:3 (1:1) | Japón                                             | Camille Chamoun Sports City Stadium, Beirut                          |                                                                      |
|                       | Qi Hong 30' · Yang Chen 40' |           | Fan Zhiyi 21' (a.g.) · Nishizawa 53' · Myōjin 61' | Asistencia: 5.000 espectadores Árbitro(s): Shamsul Maidin (Singapur) | Asistencia: 5.000 espectadores Árbitro(s): Shamsul Maidin (Singapur) |

#### Tercer lugar
| 29 de octubre de 2000 | Corea del Sur     | 1:0 (0:0) | China | Camille Chamoun Sports City Stadium, Beirut                     |                                                                 |
|                       | Lee Dong-Gook 76' |           |       | Asistencia: 20.000 espectadores Árbitro(s): Nabil Ayad (Líbano) | Asistencia: 20.000 espectadores Árbitro(s): Nabil Ayad (Líbano) |

#### Final
| 29 de octubre de 2000 | Japón         | 1:0 (1:0) | Arabia Saudita | Camille Chamoun Sports City Stadium, Beirut                                      |                                                                                  |
|                       | Mochizuki 30' |           |                | Asistencia: 50.000 espectadores Árbitro(s): Ali Bujsaim (Emiratos Árabes Unidos) | Asistencia: 50.000 espectadores Árbitro(s): Ali Bujsaim (Emiratos Árabes Unidos) |

|                          |
| Bandera de Japón         |
| Campeón Japón 2.º título |

## Estadísticas

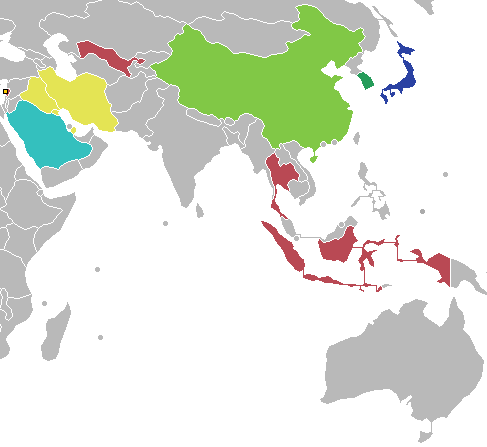
Mapa de los resultados

| Equipo | Equipo         | Pts | PJ | PG | PE | PP | GF | GC | Dif | Rend  |
| ------ | -------------- | --- | -- | -- | -- | -- | -- | -- | --- | ----- |
| 1      | Japón          | 16  | 6  | 5  | 1  | 0  | 21 | 6  | 15  | 88,8% |
| 2      | Arabia Saudita | 10  | 6  | 3  | 1  | 2  | 11 | 8  | 3   | 55,5% |
| 3      | Corea del Sur  | 10  | 6  | 3  | 1  | 2  | 9  | 6  | 3   | 55,5% |
| 4      | China          | 8   | 6  | 2  | 2  | 2  | 11 | 7  | 4   | 44,4% |
| 5      | Irán           | 7   | 4  | 2  | 1  | 1  | 7  | 3  | 4   | 58,3% |
| 6      | Kuwait         | 5   | 4  | 1  | 2  | 1  | 3  | 3  | 0   | 41,6% |
| 7      | Irak           | 4   | 4  | 1  | 1  | 2  | 5  | 7  | -2  | 33,3% |
| 8      | Catar          | 3   | 4  | 0  | 3  | 1  | 3  | 5  | -2  | 25,0% |
| 9      | Tailandia      | 2   | 3  | 0  | 2  | 1  | 2  | 4  | -2  | 16,6% |
| 10     | Líbano         | 2   | 3  | 0  | 2  | 1  | 3  | 7  | -4  | 16,6% |
| 11     | Indonesia      | 1   | 3  | 0  | 1  | 2  | 0  | 7  | -7  | 11,1% |
| 12     | Uzbekistán     | 1   | 3  | 0  | 1  | 2  | 2  | 14 | -12 | 11,1% |

## Premios

### Goleadores
6 goles 
- Lee Dong-gook

5 goles 
- Akinori Nishizawa
- Naohiro Takahara

3 goles 
- Qi Hong
- Yang Chen
- Ali Daei
- Hiroshi Nanami
- Talal Al-Meshal
- Mohammad Al-Shalhoub
- Nawaf Al-Temyat

 2 goles 
- Li Ming
- Karim Bagheri
- Hamid Estili
- Sabah Jeayer
- Tomokazu Myojin
- Jasem Al-Huwaidi
- Sakesan Pituratana

 1 gol 
- Fan Zhiyi
- Shen Si
- Su Maozhen
- Qahtan Chathir
- Abbas Obeid
- Haidar Mahmoud
- Hideaki Kitajima
- Shigeyoshi Mochizuki
- Hiroaki Morishima
- Shinji Ono
- Atsushi Yanagisawa
- Kim Sang-sik
- Lee Young-pyo
- Noh Jung-yoon
- Bashar Abdullah
- Abbas Chahrour
- Luís Fernandes
- Moussa Hojeij
- Mohammed Salem Al-Enazi
- Abdulnasser Al-Obaidly
- Mohammed Gholam
- Marzouk Al-Otaibi
- Sergey Lushan
- Mirjalol Qosimov

Autogoles
- Fan Zhiyi (ante Japón)
- Ryuzo Morioka (ante Arabia Saudita)

### Mejor jugador
| Jugador        | Selección |
| -------------- | --------- |
| Hiroshi Nanami | Japón     |

### Equipo de las Estrellas
| Porteros  | Defensas                                         | Centrocampistas                                                            | Delanteros                     |
| --------- | ------------------------------------------------ | -------------------------------------------------------------------------- | ------------------------------ |
| Jiang Jin | Hong Myung-bo Mohammed Al-Khilaiwi Jamal Mubarak | Hiroshi Nanami Shunsuke Nakamura Nawaf Al-Temyat Karim Bagheri Abbas Obeid | Lee Dong-Gook Naohiro Takahara |